# 卡絲卡達樂團
Cascada（中譯：卡絲卡達樂團）是一支德國歐陸舞曲樂團，成立於2004年。知名作品包含《Everytime We Touch》、《What Hurts the Most》、《Evacuate the Dancefloor (歌曲)》、《Miracle》。
卡絲卡達的成員包括主唱Natalie Horler（1981年出生），以及DJ Manian和DJ Yanou三人。當中DJ Manian和DJYanou亦是唱片製作人。雖然Natalie Horler也會負責錄音室的幕後工作，但卡絲卡達的作品仍是以DJ Manian和Yanou的製作為主。
而由於卡絲卡達有兩位DJ的關係，他們除了自行製作歌曲外，也會邀請其他DJ參與混音工作，以及幫其他歌手（例如舞動精靈樂團）混音。

## 现状
- 2011年7月Natalie Horler登上《Playboy》杂志封面[2]。